# Liste der Baudenkmale in Upper Hutt
Die Liste der Baudenkmale in Upper Hutt umfasst alle vom New Zealand Historic Places Trust (NZHPT) als „Historic Place“ oder „Historic Area“ eingestuften Baudenkmale und Flächendenkmale der neuseeländischen Ortschaft Upper Hutt. Die Angaben stammen aus dem Register des NZHPT. Die Bezeichnungen der Baudenkmale orientieren sich an diesem Register. In die Liste werden auch bekannte Wahi Tapu (Area), kulturell und religiös bedeutsame Stätten und Gebiete der Māori, aufgenommen. Sie werden jedoch meist nicht publiziert.

| Bild           | Bezeichnung                                          | Ort        | Anschrift                                | Beschreibung                                                                                    | Bauzeit   | Eintrag            | Nummer | Kat. |
| -------------- | ---------------------------------------------------- | ---------- | ---------------------------------------- | ----------------------------------------------------------------------------------------------- | --------- | ------------------ | ------ | ---- |
| weitere Bilder | Upper Hutt Blockhouse                                | Upper Hutt | Blockhouse Lane, Trentham Karte          | Blockhaus                                                                                       | 1860      | 25. Juni 1886      | 0207   | 1    |
| BW             | Wallaceville Animal Research Station                 | Upper Hutt | 62 Ward Street Karte                     | ehemaliges Laborgebäude                                                                         | 1904      | 2. April 1985      | 3573   | 1    |
| weitere Bilder | Tweed House/Brentwood Manor                          | Upper Hutt | 5 Brentwood Street, Trentham Karte       | Wohnhaus, heute Bed and Breakfast                                                               | 1930      | 25. September 1986 | 4152   | 1    |
| weitere Bilder | St John's Church (Anglican)                          | Trentham   | Moonshine Road und Fergusson Drive Karte | Kirche, anglikanische                                                                           | 1863      | 22. Juni 1983      | 1330   | 2    |
| weitere Bilder | Golder's House                                       | Upper Hutt | 707 Fergusson Drive Karte                | Wohnhaus                                                                                        | 1876–1877 | 12. Dezember 1991  | 2891   | 2    |
| BW             | Trentham Military Camp Clocktower Building (Library) | Trentham   | Anzac Drive Karte                        | frühes Gebäude des Militärgeländes Trendham                                                     | 1916      | 5. September 1985  | 4150   | 2    |
| BW             | Golder's House Food Store                            | Upper Hutt | 707 Fergusson Drive Karte                | hölzerner Lagerschuppen für Lebensmittel                                                        | 1880      | 12. Dezember 1991  | 5402   | 2    |
| weitere Bilder | Remutaka Incline Rail Trail                          | Upper Hutt | Kaitoke, südöstlich von Karte            | Abschnitt einer Bahnlinie, Tunnel, Reste von Kesseln; heute als touristischer Wanderweg genutzt | 1878, bis | 31. Mai 2002       | 7511   | HA   |